# Science in the Soul
Science in the Soul: Selected Writings of a Passionate Rationalist est un livre d'essais sélectionnés et d'autres écrits de Richard Dawkins publié en 2017.
Publié après deux volumes d'autobiographie, il s'agit de son deuxième recueil d'essais, avec A Devil's Chaplain (2003).

## Description
Le livre a été édité par Gillian Somerscales et dédié à Christopher Hitchens (1949-2011). Il contient plus de quarante essais, articles de presse, conférences et lettres (organisés en huit chapitres) sur l'importance de la science.

## Commentaires
Michael Shermer, rédacteur en chef du magazine Skeptic, a écrit : « Aucun scientifique vivant ne mérite plus une telle reconnaissance que Richard Dawkins, dont chaque livre reflète son génie littéraire et sa substance scientifique. Science in the Soul est l'incarnation parfaite de la littérature de qualité Nobel".
James Randi, auteur de The Faith Healers, a écrit que « Science in the Soul regorge de philosophie, d'humour, de colère et de sagesse discrète du docteur Dawkins, conduisant le lecteur, doucement mais fermement, à des conclusions inévitables qui édifient et éduquent, tout en passant périodiquement par de bons mots qui retiennent assez fermement l’attention ».